# Sweetognathus
Sweetognathus es un género extinto de Conodonta en la familiaSweetognathidae aquellos evolucionado a principios del Pérmico (298.9 Ma), en zonas ecuatoriales, mares de agua superficial.
El género está caracterizado por una ornamentación pustulosa en una carena ancha. Se origina en el Pérmico inferior como S. expansus De Diplognathodus edentulus.
Sweetognathus forman especies complejas.
El género está nombrado en honor al paleontólogo Walter C. Sweet.
Ha sido encontrado que pares de especies paralelas recurrentes han ocurrido durante la evolución del Sweetognathus entre las poblaciones originarias en Bolivia, el Occidental-medio de Estados Unidos y Rusia. Los paralelismos han sido encontrados por ocurrir en las morfologías de los dentículos en sus elementos plataformados.

## Uso en estratigrafía
Según la lista de Sección estratotipo y punto de límite global, la especie Sweetognathus whitei hizo su primera aparición durante el Artinskiense (290.1 ± 0.26 ma), en el Pérmico de los Montes Urales.
La especie Sweetognathus merrelli tiene su primera aparición durante el Sakmariense (295.0 ± 0.18 ma) en el Pérmico de Kondurovsky, Óblast de Oremburgo, Rusia.